# Playas de Puerto Chico y la Romanela
Las playas de Puerto Chico y la Romanela son dos pequeñas calas con forma de concha que se encuentran en el concejo asturiano de Navia. Pertenecen a la localidad asturiana de Vigo.  Están situadas una a continuación de la otra. Las longitudes medias son de unos quince y treinta m y una anchura media de unos 7-8 m. Su entorno es rural, con un grado de urbanización bajo y una peligrosidad alta. El acceso peatonal es de unos quinientos m de longitud. El lecho de ambas es de roca y tienen un grado de ocupación bajo.
La playa de La Romanela es amplia con gran cantidad de rocas diseminadas. A continuación, hacia el este, las playas de «Arrexane» y «La Tornil», llegando los entrantes y salientes rocosos hasta la vecina Playa de Barayo, ya en el concejo de Valdés. La playa de «Puerto Chico», que está al abrigo de una ladera rocosa, desaparece en las pleamares.